# Datuk Pinding
Datuk Pinding is een bestuurslaag in het regentschap Aceh Tenggara van de provincie Atjeh, Indonesië. Datuk Pinding telt 284 inwoners (volkstelling 2010).